# Admiral Graf Spee
Admiral Graf Spee – niemiecki krążownik ciężki typu Deutschland (jednostki tej serii nazywano „pancernikami kieszonkowymi”). Nosił imię wiceadmirała Maximiliana hrabiego von Spee i był drugim okrętem nazwanym na jego cześć. Zatopiony przez własną załogę w grudniu 1939 u brzegów Urugwaju.

## Historia

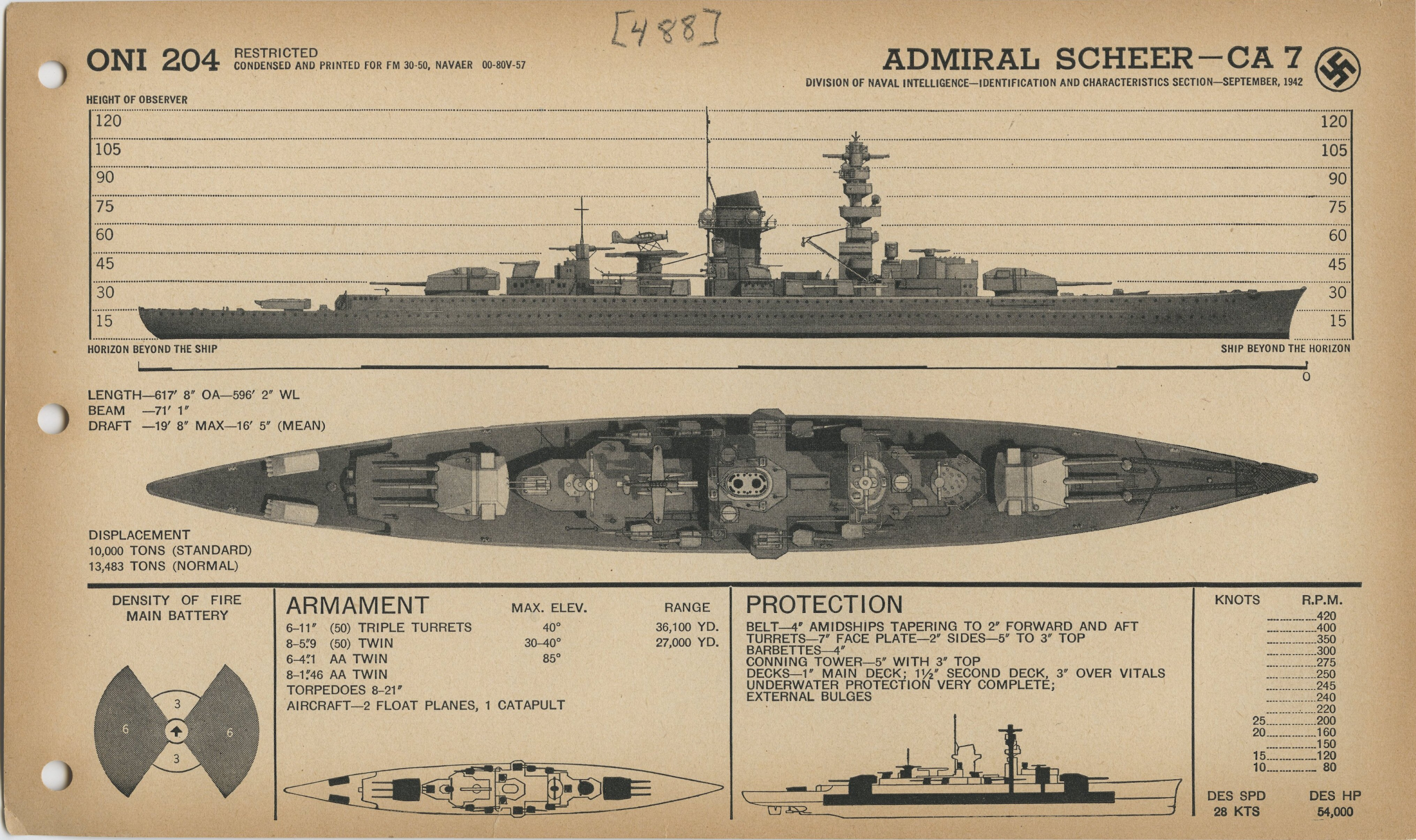
Szkice okrętu

Okręt rozpoczęto budować 1 października 1932 w stoczni Kriegsmarinewerft w Wilhelmshaven, zwodowano 30 czerwca 1934, a przyjęto do służby 6 stycznia 1936.
Debiutem okrętu było wzięcie udziału 29 maja 1936 w paradzie morskiej na Zatoce Kilońskiej z okazji odsłonięcia pomnika marynarzy poległych w I wojnie światowej w Kilonii.
20 sierpnia 1936 „Admiral Graf Spee” pierwszy raz wyszedł na wody Hiszpanii objętej wojną domową. W następnym roku wraz z krążownikami „Köln”, „Leipzig” i 4 niszczycielami został wysłany z rozkazem blokowania wybrzeży hiszpańskich zajętych przez siły republikańskie (odcinek od przylądka Gata do przylądka Oropesa na Morzu Śródziemnym). Po zakończeniu działań wojennych powrócił do Niemiec.
21 sierpnia 1939 „Admiral Graf Spee” wyszedł z portu Wilhelmshaven i skierował się na południowy Atlantyk. Dowódcą był komandor (niem. Kapitän zur See) Hans Wilhelm Langsdorff.

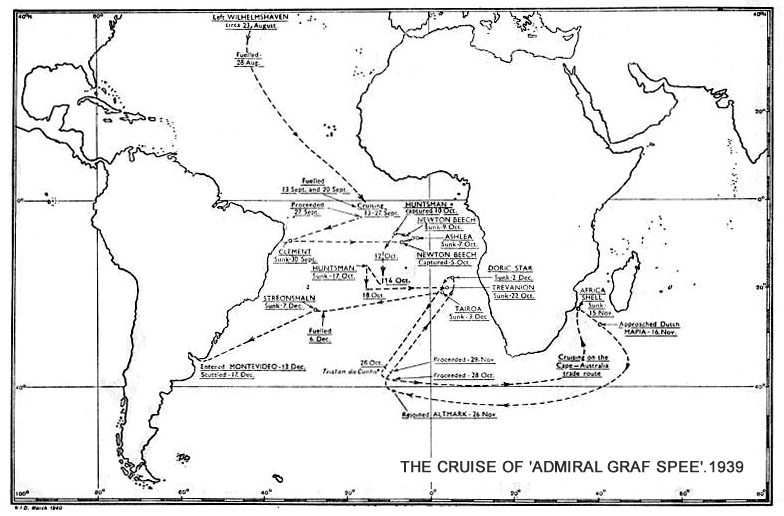
Mapa rajdu ciężkiego krążownika „Admiral Graf Spee”

26 września 1939 dowódca otrzymał rozkaz atakowania statków handlowych aliantów. Pomiędzy 30 września a 7 grudnia 1939 okręt zatopił na Atlantyku i na Oceanie Indyjskim 9 brytyjskich statków handlowych o łącznym tonażu 50.089 BRT. Ofiar śmiertelnych tych ataków nie było, ponieważ po wykryciu statku zmuszano jego załogę do ewakuacji.

### Ostatnia bitwa
13 grudnia 1939 okręt został wykryty u ujścia rzeki Rio de la Plata przez zgrupowanie okrętów (zwane eskadrą G – Force G, dowódca komodor Harwood) składające się z: brytyjskiego krążownika ciężkiego HMS „Exeter” (okręt flagowy), krążownika lekkiego HMS „Ajax” i nowozelandzkiego krążownika lekkiego HMNZS „Achilles”.
Dowódca „Admirala Graf Spee”, po wykryciu i w trakcie bitwy, źle rozwiązał taktykę starcia. Dążąc do zbliżenia, nie wykorzystał całej przewagi ciężkiej artylerii swojego okrętu nad zespołem brytyjskim i nie prowadził bitwy na dużych odległościach, tj. 24–27 km (zasięg dział lekkich krążowników – 21 km, „Exetera” – 24 km). Zachowanie przewagi zasięgu choćby przez pewien czas mogło wyeliminować najcięższy okręt brytyjski i przechylić szalę zwycięstwa na korzyść Niemców.
Podczas bitwy morskiej u ujścia La Platy (pierwszej znaczącej bitwy morskiej II wojny światowej pomiędzy ciężkimi okrętami nawodnymi) „Exeter” został ciężko uszkodzony (61 zabitych i 23 rannych) i stał się niezdolny do dalszej walki (brak prądu wskutek zalania generatorów unieruchomił całą pozostałą artylerię ciężką). Jednak dowódca pancernika musiał rozdzielić ogień wież ciężkich na zaciekle broniące „Exetera” krążowniki lekkie. „Admiral Graf Spee” odniósł także liczne lekkie i cięższe uszkodzenia. Uszkodzeniu uległ dalocelownik (już na początku bitwy), wyeliminowane zostało jedno działo kal. 150 mm i uszkodzono ciągi amunicji kalibru 150 mm. Co istotne, rozległe i trudne do szybkiej naprawy uszkodzenia burt w części dziobowej znacząco zmniejszały dzielność morską, grożąc zalewaniem wodą przy sztormowej pogodzie. Zniszczeniu uległy też kuchnie załogi i podoficerów, utrudniając aprowizację. W bitwie morskiej zużyto ogromne ilości amunicji, gdyż wieże musiały prowadzić mniej celny ogień samodzielny (na działo kal. 280 mm przypadało już tylko 55 pocisków). Liczba ofiar to 36 zabitych i 60 rannych. Komandor H. Langsdorff przerwał walkę i wprowadził okręt do portu Montevideo. Mimo że bitwa nie została rozstrzygnięta, Brytyjczycy odnieśli taktyczne zwycięstwo.
Brytyjski ambasador w Montevideo wynegocjował z rządem urugwajskim, że niemiecki pancernik musi opuścić port w ciągu 72 godzin. Międzynarodowe prawo morza przewiduje, że żaden okręt wojenny nie może opuścić portu, jeżeli w ciągu poprzednich 24 godzin port ten opuścił statek należący do przeciwnej strony konfliktu. Dlatego ambasador postarał się o to, aby codziennie z portu Montevideo wypływał jeden statek brytyjski i w ten sposób zapobiegł ucieczce niemieckiego okrętu. Dodatkowe brytyjskie posiłki, które były już w drodze, potrzebowały jeszcze nieco czasu na dotarcie na miejsce. W tym czasie okręty „Ajax” i „Achilles” wspólnie z nowo przybyłym krążownikiem ciężkim „Cumberland” blokowały ujście La Platy.
Inna wersja wydarzeń brzmi następująco: „Admiral Graf Spee” otrzymał trafienie w przedział maszynowy, które uszkodziło układ zasilania silnika okrętu w paliwo. Kadłub okrętu wymagał ponadto naprawy w kilku innych miejscach. Niemiecki okręt miał swoje wady. Aby spełnić wymagania traktatu wersalskiego i późniejsze ustalenia traktatu waszyngtońskiego, kosztem zmniejszonego opancerzenia, zainstalowano ciężką artylerię. Komandor H. Langsdorff miał prawo przypuszczać, że w Urugwaju nic mu nie grozi – kraj ten był neutralny i okręt mógł przebywać w jego portach dwa tygodnie. Jednak pod naciskiem Wielkiej Brytanii okręt został zmuszony do wyjścia w morze w ciągu 72 godzin. To był zbyt krótki czas na przeprowadzenie niezbędnych napraw w maszynowni. Dwutygodniowy postój okrętu w porcie był z kolei niebezpieczny dla Brytyjczyków ze względu na U-Booty, które otrzymały od dowództwa floty niemieckiej rozkaz wsparcia pancernika.

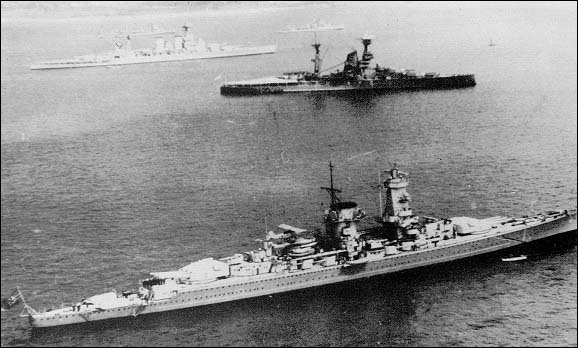
„Admiral Graf Spee” w towarzystwie brytyjskich okrętów HMS „Hood” i HMS „Resolution” (1937 rok)

Patowa sytuacja, w której znalazł się pancernik, nie mogła jednak trwać zbyt długo. Uszkodzony okręt nie mógł liczyć na szybką pomoc. Przeprowadzone rozmowy z Berlinem także nie wniosły niczego nowego. Natomiast potencjał bojowy okrętu w dalszym ciągu stanowił poważne zagrożenie dla Brytyjczyków, posiadających jeden krążownik ciężki i „1,5” lekkiego (HMS „Ajax” utracił połowę artylerii głównej). Przy odrobinie szczęścia pancernik nie był bez szans ucieczki. Na ewentualne internowanie, zniszczenie czy samozatopienie okrętu można było się zdecydować w ostateczności, jednak błędne rozpoznanie sylwetek patrolujących brytyjskich okrętów, znajdujących się na niezbyt odległych wodach międzynarodowych, prawdopodobnie definitywnie przesądziło o losie „Admirala Graf Spee”. Wśród rozpoznanych jednostek angielskich miały znajdować się krążownik liniowy HMS „Renown” i lotniskowiec HMS „Ark Royal”, co z góry wykluczało ewentualny wariant siłowego przedarcia się na Atlantyk.
17 grudnia 1939 o godzinie 18.15 okręt opuścił port Montevideo. Tysiące ludzi zebrało się na nabrzeżach, aby obserwować wyjście okrętu w morze. Po przejściu 3 mil morskich komandor H.Langsdorff rozkazał rzucić kotwice i uzbroić ładunki wybuchowe zainstalowane na okręcie. Pozostała na okręcie załoga opuściła pokład i zdetonowała ładunki o 19.52. Zasadnicza część załogi zeszła z okrętu jeszcze w Montevideo, a okręt wyprowadził z portu kapitan tylko z wybranymi oficerami i szkieletową załogą.
W nocy z 19 na 20 grudnia 1939 komandor zastrzelił się z broni służbowej, leżąc na banderze marynarki wojennej Rzeszy. Został pochowany 22 grudnia 1939 na niemieckim cmentarzu w Buenos Aires.

### Wrak
Wrak (34°58′18″S 56°18′04″W/-34,971667 -56,301111) początkowo stał się miejscem pracy brytyjskich ekspertów, którzy przybyli na niego na przełomie roku 1939 i 1940; w celu badań zdemontowano i przetransportowano do Wielkiej Brytanii nieuszkodzone elementy m.in. radar, opancerzenie, wybrane armaty oraz metale kolorowe. W ciągu następnych lat, pancernik coraz bardziej pogrążał się w wodach.
W lutym 2004 podjęte zostały próby podniesienia wraku z ośmiometrowej głębokości przy pomocy dźwigu pływającego. Akcja była finansowana przez inwestorów prywatnych i rząd Urugwaju, ponieważ wrak zagraża żegludze. Po wielu nieudanych próbach akcję przerwano 9 lutego 2004 z powodu niekorzystnych warunków pogodowych. 25 lutego 2005 podniesiono pierwszą większą część wraku – ważące 27 ton stanowisko dowodzenia artylerią. Wydobywanie części wraku miało potrwać do 2007.

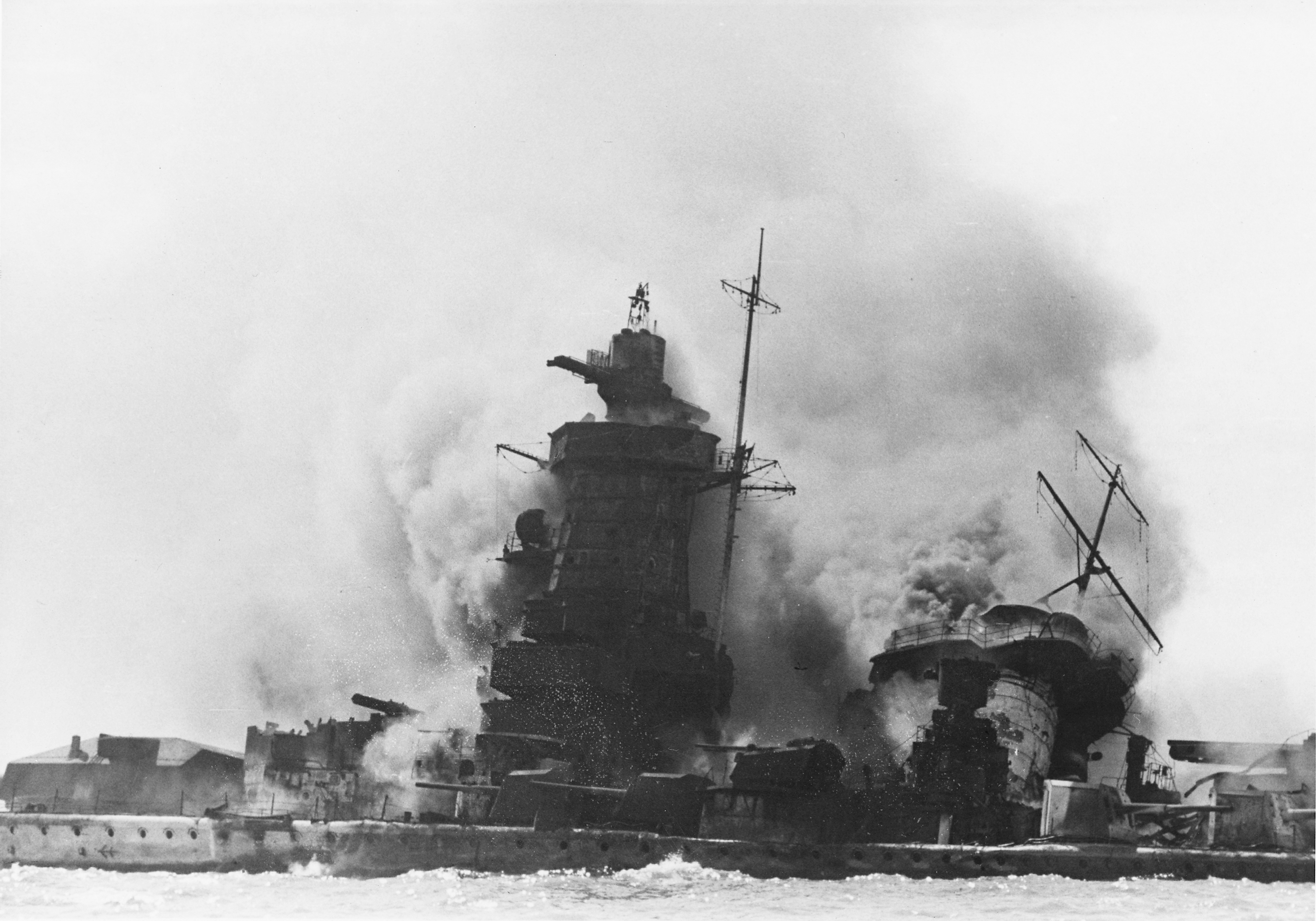
Koniec „Admirala Grafa Spee”

Wydobyte części zostały zaprezentowane na wystawie m.in. ornament – hitlerowski orzeł i inne. Jednakże na początku 2009 prezydent Urugwaju Tabaré Vázquez podpisał dekret zakazujący dalszych prac na wraku.

## KomunikatyOberkommando der Wehrmacht
Uwaga: Cytaty z komunikatów OKW są ważnym, aczkolwiek nieobiektywnym źródłem. Komunikaty były zawsze bardzo zwięzłe. Tylko w przypadku sukcesów nieco obszerniejsze i bardziej konkretne. W przypadku porażek i klęsk – krótkie i abstrakcyjne.
Czwartek, 14 grudnia 1939:

Pancernik Admiral Graf Spee, jeden z okrętów, który od wybuchu wojny operuje w akwenie Oceanu Atlantyckiego na drodze konwojów prowadzącej od La Platy do akwenów europejskich zatopił brytyjskie parowce Tairoa (7983 BRT) i Streonshall (3895 BRT). Podczas operacji okręt wszedł w kontakt bojowy z brytyjskim ciężkim pancernikiem Exeter i lekkimi krążownikami Ajax i Achilles. Podczas walki okręt zdołał zadać przeważającym siłom przeciwnika poważne straty. Exeter po ciężkim trafieniu musiał wycofać się z walki. Jeden z krążowników także został poważnie uszkodzony. Pancernik Admiral Graf Spee otrzymał kilka trafień. Obecnie okręt znajduje się w porcie Montevideo (Urugwaj).

Poniedziałek, 18 grudnia 1939:

Pancernik Admiral Graf Spee nie uzyskał od rządu urugwajskiego zgody na pozostanie w porcie do czasu usunięcia szkód. Najwyżsi dowódcy znajdujący się na statku wydali w tej sytuacji rozkaz wysadzenia i zniszczenia okrętu poza wodami terytorialnymi. Rozkaz został wykonany 17 grudnia około godziny 20.

## Dane techniczne
- koszt budowy: 82 miliony RM
- zapas paliwa: 2756 ton
- zasięg: 8900 mil morskich przy 20 węzłach

Uzbrojenie
- masa pełnej salwy: 2200 kg

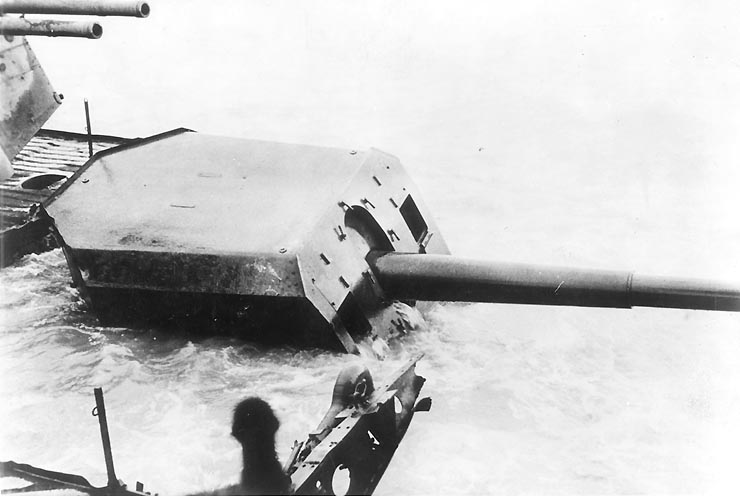
Armata 150 mm

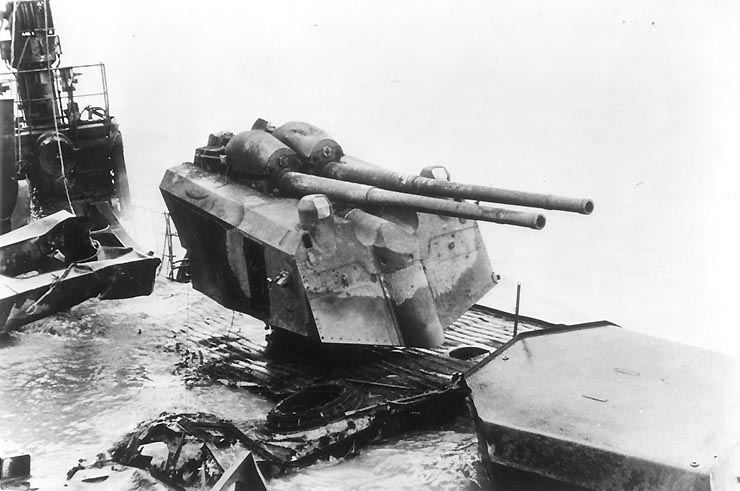
Armaty 105 mm

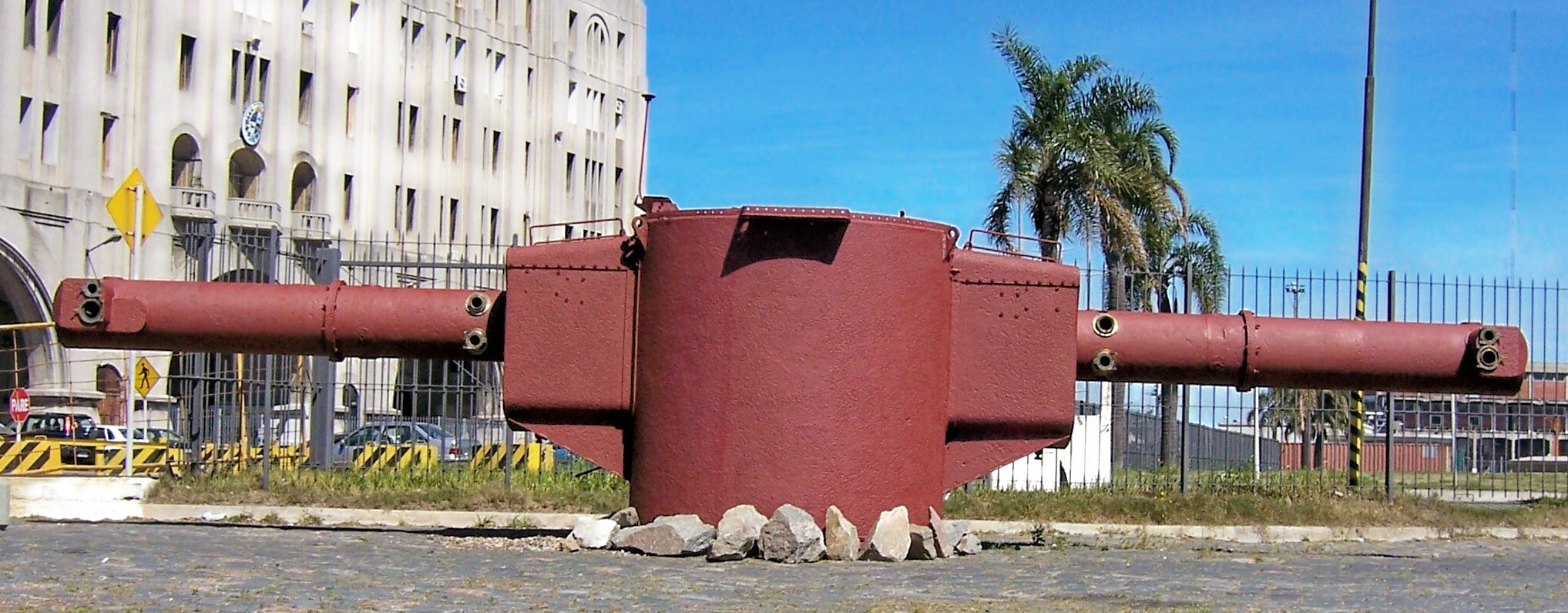
Dalmierz artyleryjski z Admiral Graf Spee, Montevideo

- 6 armat 280 mm L/52 C/28 w dwóch wieżach
  - masa wieży: 590 t
  - masa lufy: 48,2 t
  - masa pocisku (APC, HE): 300 kg
  - długość pocisku
    - APC: 104,7 cm
    - HE: 118,8 cm

  - szybkostrzelność: 2,5 strzału na minutę na lufę
  - prędkość wylotowa pocisku: 910 m/s
  - zasięg przy 40 stopniach wzniesienia (APC): 36.475 m
  - żywotność: ok. 340 strzałów
  - zapas amunicji na 1 lufę: 105–120 pocisków
- 8 armat 150 mm L/55 C/28 w pojedynczych wieżach
  - masa wieży: 24,83 t
  - masa lufy: 9,08 t
  - masa pocisku (APC, HE): 45,3 kg
  - długość pocisku:
    - APC: 55,5 cm
    - HE z zapalnikiem w głowicy: 65,5 cm
    - HE z zapalnikiem w dnie: 67,9 cm

  - żywotność: 1100 strzałów
  - szybkostrzelność: 6-8 strzałów na minutę
  - prędkość wylotowa: 875 m/s
  - zasięg przy 35 stopniach wzniesienia (HE): 22.000 m
- 6 armat 88 mm L/78 C/31 (wymienione później na 6 armat 105 mm L/65 C/33)
  - masa lufy: 4,56 t
  - szybkostrzelność: 15–18 strzałów na minutę
  - żywotność: 2950 strzałów
  - prędkość wylotowa (HE): 900 m/s
- 8 MK (???) 37 mm L/83 C/30
  - masa wieży: 3,67 t
  - masa lufy: 243 kg
  - prędkość wylotowa: 1000 m/s
  - zasięg przy 45 stopniach wzniesienia: 8500 m, przy 86 stopniach: 6800 m
  - żywotność: 7500 strzałów
  - zapas amunicji: 6000 pocisków na lufę
  - szybkostrzelność: 30 strzałów na minutę
- 10 armat przeciwlotniczych 20 mm (MK???) L/65
- 8 wyrzutni torped 533 mm w dwóch poczwórnych zespołach na pokładzie
- 2 wodnosamoloty (1 katapulta)
  - do 1939: Heinkel He 60D
  - od 1939: Arado Ar 196

Opancerzenie
- pokład: do 41 mm
- ściany przedziałów wodoszczelnych (dziób & rufa): 80–100 mm
- nadbudówki: do 99 mm
- mostek:
  - pokład: 50 mm
  - boki: 150 mm
- wieże artyleryjskie, kaliber 280 mm
  - ściany czołowe: 140 mm
  - pokrycie górne: 90–105 mm
  - ściany tylne: 170 mm
  - boki: 75–85 mm

## Dowódcy
| Okres                               | Stopień      | Dowódca         |
| ----------------------------------- | ------------ | --------------- |
| styczeń 1936 – październik 1937     | komandor KzS | Konrad Patzig   |
| październik 1937 – październik 1938 | komandor KzS | Walter Warzecha |
| październik 1938 – 17 grudnia 1939  | komandor KzS | Hans Langsdorff |

## Statki zatopione przez krążownik Admiral Graf Spee
- SS „Clement”
- SS „Hewton Beach”
- „Ashelea”
- „Huntsman”
- SS „Trevanion”
- „Africa Shell”
- „Dornic Star”
- „Tairoa”
- „Streonshalh”

## Okręty bliźniacze
- Lützow
- Admiral Scheer

## Filmografia
- Battle of the River Plate (Bitwa o ujście rzeki), Wielka Brytania 1956, reż. Michael Powell, Emeric Pressburger